# How to Rap
«How to Rap: The Art & Science of the Hip-Hop MC» — книга о хип-хоп музыке и технике речитатива от Пола Эдвардса. Она представляет собой сборник интервью, которые дали 104 рэпера, поделившиеся информацией о том, как они записывают и исполняют тексты для своих треков.

## Публикация
Книга была опубликована издательством Chicago Review Press в декабре 2009; предисловие было написано рэпером Kool G Rap. Журнал «Publisher Weekly» писал, что книга целиком описывает искусство рэп-фристайла, а «Library Journal» сообщал, что в книге есть ценные сведения по сочинению текстов, рифмам, технике речитатива, технике вокала, работе в студии и многому другому.
Большую часть книги занимают интервью с рэперами и продюсерами. Аудио-записи некоторых из этих интервью были позже опубликованы на YouTube.

## Отзывы
Книга получила положительные оценки от критиков, таких как «Library Journal» и «Hip-Hop Connection»; Campus Circle поставил оценку «Grade: A+».